# Отмиці
Отмиці (пол. Otmice, нім. Ottmütz) — село в Польщі, у гміні Ізбицько Стшелецького повіту Опольського воєводства.
Населення — 1124 особи (2011).

## Демографія
Демографічна структура станом на 31 березня 2011 року:
|          | Загалом | Допрацездатний вік | Працездатний вік | Постпрацездатний вік |
| -------- | ------- | ------------------ | ---------------- | -------------------- |
| Чоловіки | 515     | 93                 | 362              | 60                   |
| Жінки    | 609     | 107                | 382              | 120                  |
| Разом    | 1124    | 200                | 744              | 180                  |